# New Axis Airways
New Axis Airways war eine französische Fluggesellschaft mit Sitz in Marseille. Sie führte Luftfracht- und Charterflüge für europäische Reiseunternehmen durch.

## Geschichte
Die Vorläuferin der Fluggesellschaft wurde als Sinair in Grenoble gegründet.
Im Juni 2000 verkaufte deren Muttergesellschaft Pan European Air Services die Fluggesellschaft an Axis Partners, welche die Gesellschaft im Februar 2001 in Axis Airways umbenannte und einen neuen Firmensitz in Marseille aufbaute.
Axis Airways meldete im Oktober 2006 Insolvenz an. Durch neue Finanzmittel einer Investorengruppe konnte Axis Airways im Dezember 2006 wieder den Flugbetrieb aufnehmen. Zu dieser Zeit beschäftigte Axis Airways 73 Mitarbeiter.
2008 gab man der Fluggesellschaft einen neuen Namen: New Axis Airways. Anteile am Besitz hielten Etoile de La Valentine (26 %), Arkia Israeli Airlines (20 %), Gamma Travel (13 %), ISF (35 %) und Sarah Tours (6 %).
Ende 2009 stellte New Axis Airways den Flugbetrieb ein.

## Ziele
Von den französischen Städten Marseille, Paris und Toulouse wurde die israelische Stadt Tel Aviv angeflogen.

## Flotte
(Stand: September 2009)
- 1 Boeing 737-400
- 2 Boeing 737-800

Im September 2009 lag das Durchschnittsalter der Flugzeuge bei 15 Jahren.